# ローセボリ城

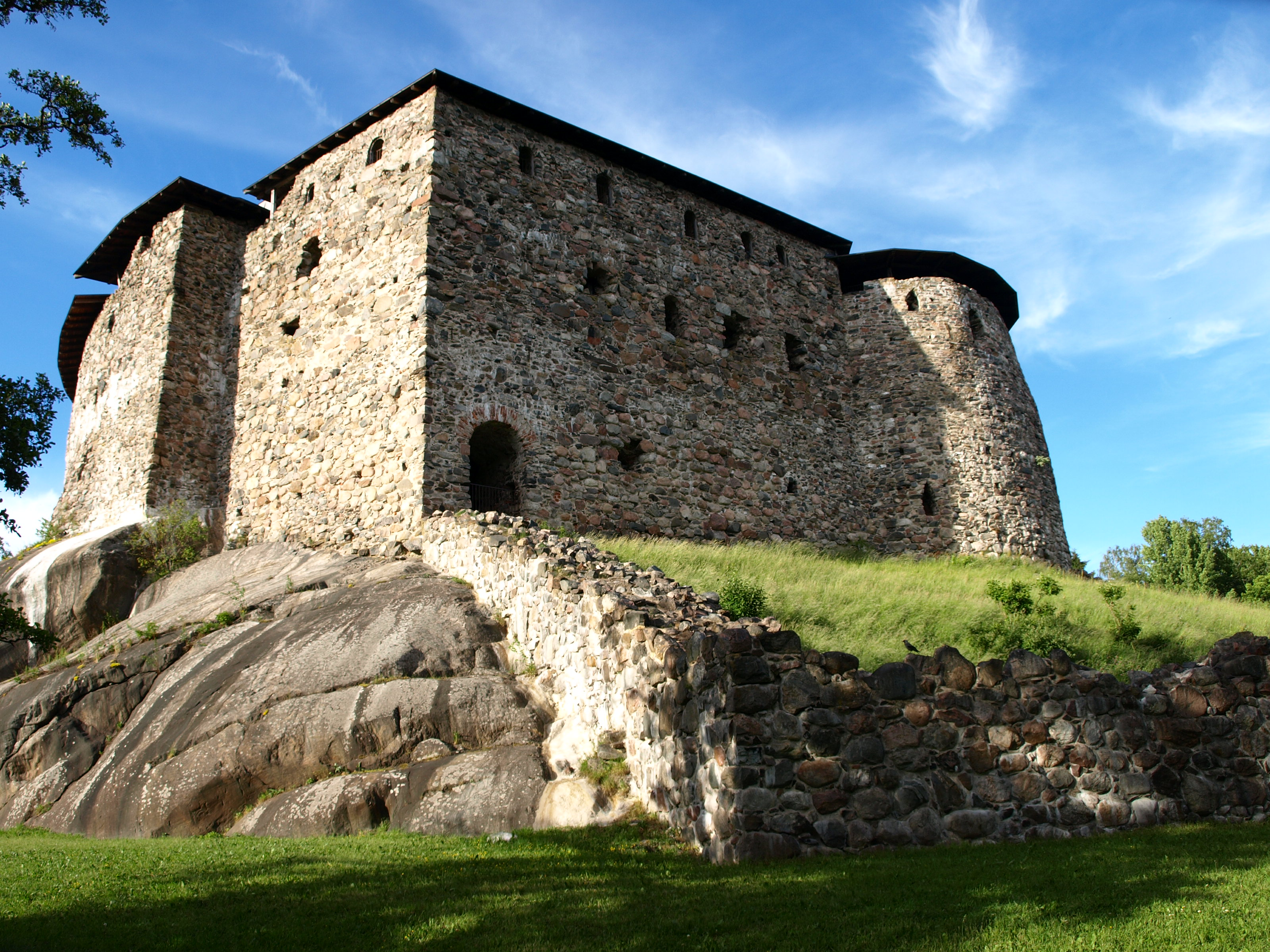
ローセボリ城

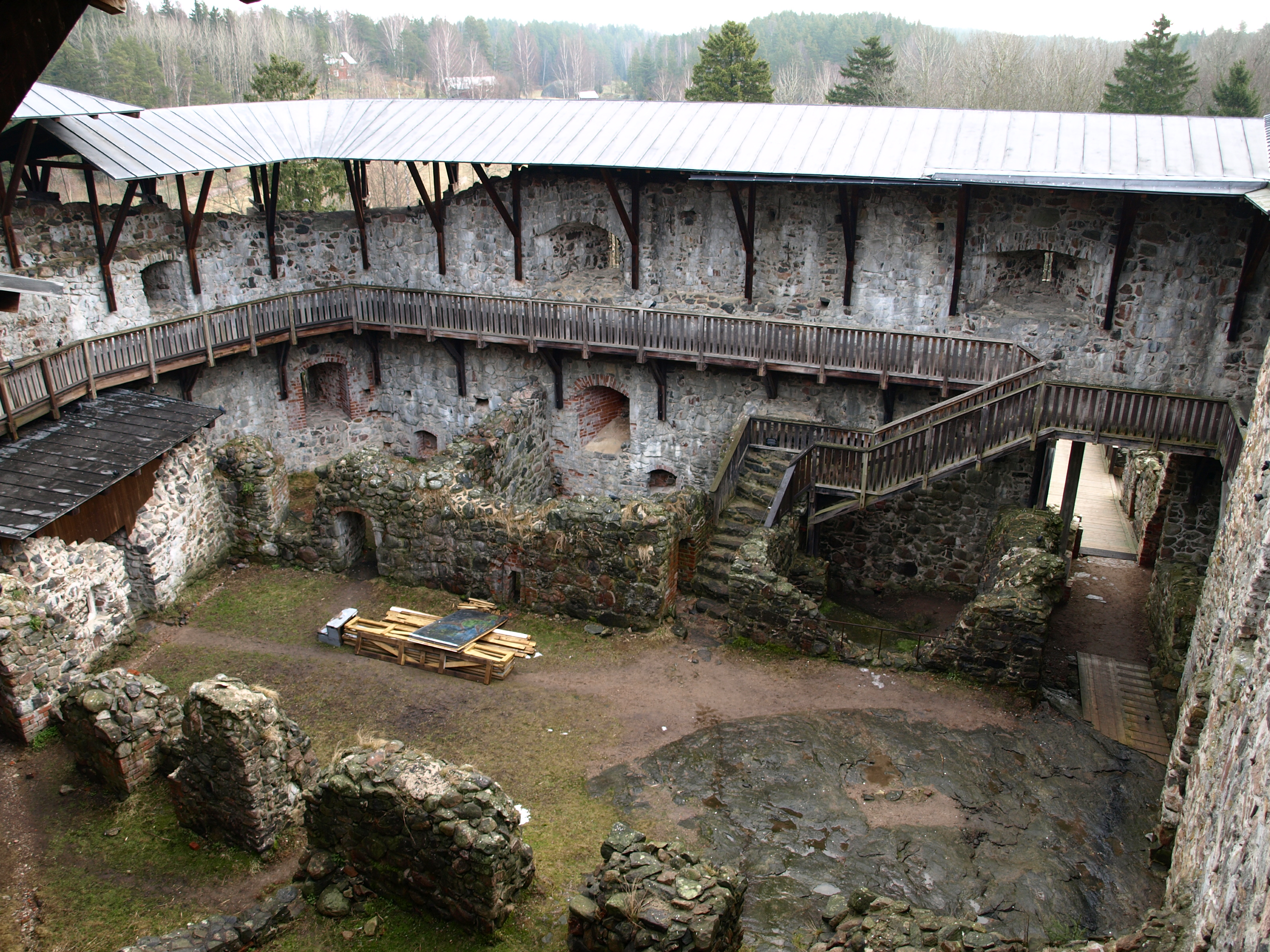
内部の様子

ローセボリ城（スウェーデン語: Raseborgs slott、フィンランド語: Raaseporin linna）は、フィンランド共和国のラーセポリにある城。

## 歴史
14世紀にハンザ同盟の都市レヴァの支配に対抗するためスウェーデン人によって建設された。16世紀まで重要な陣地として存続した。

## 参考資料
- J・E・カウフマン、H・W・カウフマン共著、ロバート・M・ジャーガ絵、中島智訳「中世ヨーロッパの城塞 攻防戦の舞台となった中世の城塞、要塞および城壁都市」マール社